# Jayme Caetano Braun
Pour les articles homonymes, voir Braun.
Jayme Guilherme Caetano Braun (né à Timbaúva (aujourd'hui Bossoroca), le 30 janvier 1924 - mort à Porto Alegre, le 8 juillet 1999) est un payador et un poète brésilien renommé du Rio Grande do Sul, célèbre également en Argentine, Uruguay, Paraguay et Bolivie. Il était connu comme El Payador et parfois sous les pseudonymes Piraju, Martín Fierro et Andarengo.
Il a beaucoup fait pour la diffusion de la culture Gaúcho au Brésil. Entre 1973 et 1988 il travaille comme animateur radio à Guaíba.

## Biographie
Jayme Caetano Braun est né à Timbaúva (aujourd'hui Bossoroca) à l'époque du district de São Luiz Gonzaga, dans la région des missions au Rio Grande do Sul. Son père, João Aloysio Braun, était fils d'un immigrant allemand et d'une gaucho.
Durant sa carrière il fit divers payadas (es), poèmes et chansons, exaltant toujours le Rio Grande do Sul, la vie des champs, le mode de vie gaucho et la nature locale.
Jayme rêvait d'être médecin mais une fois terminé l'enseignement secondaire il devint autodidacte dans les sujets de la culture du Sud et les remèdes maison car il affirmait que tout missionnaire a l'obligation d'être un bon guérisseur.
À 16 ans, il partit à Passo Fundo où il vivra jusqu'à ses 19 ans. Dans la capitale du moyen plateau, Jayme compléta ses études au Collège Marista Conceição et fit son service militaire. C'est également à Passo Fundo que Jayme Caetano Braun naquit artistiquement, composant ses premiers vers.
Jayme était membre et cofondateur de l'Académie nativiste, repaire de la poésie créole, un groupe de poètes traditionalistes qui se réunirent à la fin des années 1950 à Porto Alegre, capitale Gaúcha.
Il travaillait, en publiant des poèmes, dans les journaux O Interior et A noticia (de São Luiz Gonzaga). Il dirige en 1948 le programme radio Galpão de Estância à São Luiz Gonzaga et en 1973 il participe au programme hebdomadaire Brasil Grande do Sul à Rádio Guaíba. Dans la capitale, le premier journal à publier ses poèmes fut A Hora, qui dédiait chaque semaine une page en couleur aux poèmes de Jayme.
En tant que fonctionnaire public, il travailla à l'Institut de pensions et retraites des services de l'État et fut directeur de la bibliothèque publique de l'état à Porto Alegre de 1959 à 1963. Il se retira de ses fonctions publiques en 1969. À la pharmacie de l'IPASE, il était reconnu pour la grande connaissance qu'il avait des remèdes.

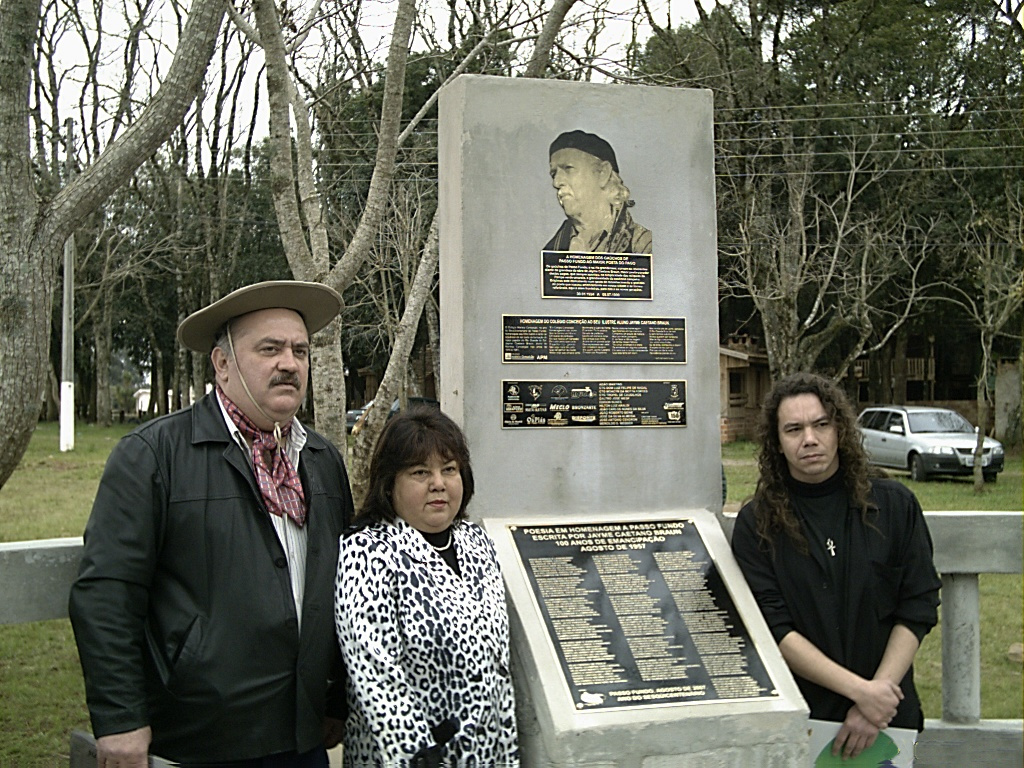
Aurora Braun (centre) et Marcelo (gauche), épouse et parent de Jayme, au côté d'un mémorial à Passo Fundo

En 1945 il commence à faire de la politique en participant à des tribunes à des meetings en tant que payador. Le poème O Petiço de São Borja, publié dans des revues et des journaux du pays, parle de Getúlio Vargas. Il participe aux campagnes de Ruy Ramos, avec le poème O Mouro do Alegrete (le maure d'Alegrete), comme était connu l'homme politique et parent de Jayme. Ce fut Ruy Ramos, également lié au traditionalisme, qui lança Jayme Caetano Braun comme payador au premier congrès de traditionalisme du Rio Grande do Sul qui s'est tenu à Santa Maria en 1954.
Il s'est marié deux fois, en 1947 avec Nilda Jardim puis en 1988 avec Aurora de Souza Ramos. Il a eu trois fils, Marco Antônio et José Raimundo du premier mariage et Cristiano du second.
Quelques années plus tard il participera aux campagnes de Leonel Brizola, João Goulart et Egídio Michaelsen (pt) et en 1962 il sera candidat du PTB lors d'une élection pour l'assemblée législative du Rio Grande do Sul, où il restera suppléant.
Il mourut d'un arrêt cardiaque le 8 juillet 1999 vers 6 heures à Porto Alegre. Son corps fut veillé au Palais Piratini, siège du gouvernement du Rio Grande do Sul, et enterré au Cimetière João XXIII dans la capitale de l'État (Porto Alegre). Le jour suivant était programmé le lancement de son dernier disque, Exitos 1.
Aujourd'hui son nom est utilisé pour baptiser des rues, des places et principalement des centres de traditions gaúchas au Rio Grande do Sul et dans tout le Brésil.

## Œuvre
Il a écrit plusieurs livres de poésie. Parmi ses poèmes les plus dits, parmi ceux des poètes régionalistes du Brésil, on peut citer Bochincho, Tio Anastácio, Amargo, Paraíso Perdido, Payada a Mário Quintana et Galo de Rinha.
Il enregistra également des disques, avec entre autres Lúcio Yanel, Cenair Maicá et Luiz Marenco. Son dernier disque, Poemas Gaúchos, contient des succès tels que Payada da Saudade, Piazedo, Remorsos de Castrador, Cemitério de Campanha et Galo de Rinha.

#### Poésie
- 1954 - Galpão de Estância
- 1958 - De Fogão em Fogão
- 1965 - Potreiro de Guaxos
- 1966 - Bota de Garrão
- 1966 - Brasil Grande do Sul
- 1966 - Passagens Perdidas
- 1978 - Pendão Farrapo (faisant allusion à la guerre des Farrapos)
- 1990 - Payador e Troveiro
- 1996 - 50 Anos de Poesia (anthologie poétique)

#### Autres
- 1987 - Vocabulário Pampeano - Pátria, Fogões e Legendas, dictionnaire de régionalismes

### Discographie
- 1970? - Payador, Pampa, Guitarra, œuvre d'anthologie en partenariat avec Noel Guarany
- 1993 - Paisagens Perdidas
- 1993 - Poemas Gaúchos